# Clasificación de minerales a granel
En la minería, y más específicamente en el procesamiento de minerales, la clasificación de minerales a granel (en inglés: bulk ore sorting) refiere a varias técnicas que buscan eliminar tempranamente materiales estériles evitando que entren al proceso de conminución (chancado, molienda). Al producto de valor generado por este proceso se le llama pre-concentrado. La clasificación de minerales a granel emplea cuando el material extraído es de ley variable.  La aplicación correcta de la clasificación de minerales a granel puede ahorrar a la minería dinero, consumo de agua y desgaste de equipamiento al evitar el procesamiento de material de escaso valor. La clasificación se da típicamente durante el transporte de mineral ya sea en cucharón de pala o en correas donde el material estéril puede se descartado con una puerta de desvío o eyectado mediante aire comprimido. En material duro la detección de estériles se se hace mediante el uso de sensores que pueden detectar diferencias de densidad, color, forma 3D y tamaño así como medir propiedades magnéticas y atómicas (e.g. conductividad eléctrica y rayos X/XRT). Aparte de los sensores la capacidad de clasificar grandes volúmenes de mineral depende de la velocidad de la correa, el tamaño del material y la densidad de este.
La aplicación de la clasificación puede permitir disminuir las leyes de corte aumentando los recursos y reservas mineras. Estas leyes de corte impactadas por la clasificación pueden aumentar el valor de una mina, y hacer viables proyectos de explotación de la misma que antes se deban por descartado. La clasificación también de minerales reduce la producción de relaves. En general la utilización de esta tecnología aumenta la razón estéril/mineral (e.g. relación de desmonte).